# Shōen

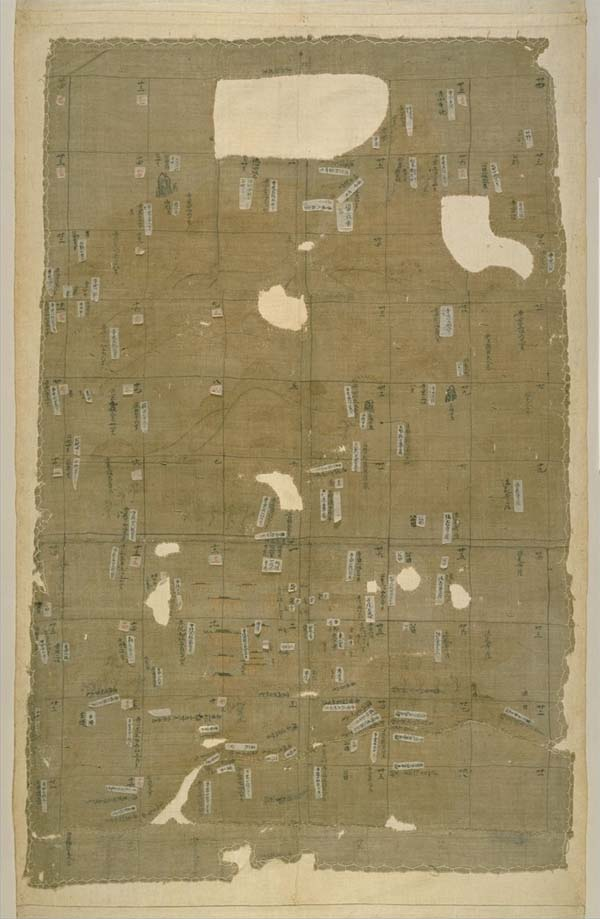
Bản đồ của một shōen thời kỳ Nara tại Nukuta-dera (Yamatokoriyama, tỉnh Nara ngày nay). Thế kỷ thứ 8, Bảo tàng Lịch sử Quốc gia Nhật Bản.

Một shōen (荘園 hoặc 庄園 (Trang viên)) là một lãnh địa hoặc trang viên ở Nhật Bản thời phong kiến. Thuật ngữ này trong tiếng Nhật có nguồn gốc từ thuật ngữ tiếng Hán thời nhà Đường.
Shōen, từ khoảng thế kỷ thứ 8 đến cuối thế kỷ 15, mô tả bất kỳ lãnh địa tư nhân hay tự trị nào được hưởng đặc quyền miễn thuế. Điều này, thường làm suy yếu quyền lực chính trị và kinh tế của Thiên hoàng và góp phần vào sự phát triển của các gia tộc địa phương hùng mạnh. Các shōen được hình thành từ các khoản ruộng đất được giao cho các đền thờ Shintō hoặc nhà chùa Phật giáo hoặc do Thiên hoàng ban tặng cho các thành viên Hoàng gia hoặc quan chức. Khi những lãnh địa này phát triển, chúng trở nên độc lập với hệ thống hành chính dân sự và góp phần vào sự phát triển của một tầng lớp quân đội địa phương. Với việc thành lập Mạc phủ Kamakura, vào năm 1192, các quản gia được chỉ định tập trung đã làm suy yếu quyền lực của những địa chủ này. Hệ thống shōen đã biến mất vào khoảng giữa thế kỷ 15, khi các ngôi làng trở thành các đơn vị tự trị, nhờ lòng trung thành với một lãnh chúa phong kiến (daimyō), người đã chia lãnh thổ mà mình cai trị thành các thôn trang và thu thuế cố định.
Sau sự suy tàn của hệ thống ritsuryō, một hệ thống phong kiến mới đã được phát triển. Các lãnh chúa đã trao một phần lợi tức (được gọi là shiki) cho các quan chức quyền lực hơn tại triều đình, để đổi lại đặc quyền miễn thuế và lật đổ chế độ quân điền bình đẳng kiểu Trung Quốc, theo đó đất được phân phối lại sau một khoảng thời gian nhất định. Vào thời kỳ Kamakura, một hệ thống đẳng cấp cao, gồm jitō, shugo, và shōgun đã được phát triển. Các shōen hoàn toàn tự do trước quyền lực từ phía chính phủ trung ương, do đó triều đình hầu như không có ảnh hưởng hoặc sự kiểm soát với những gì xảy ra trong ranh giới của shōen.
Đến cuối thời kỳ Heian, hầu như tất cả các vùng đất của Nhật Bản đã trở thành shōen và tồn tại từ thời kỳ Chiến tranh Ōnin cho đến thời kỳ Sengoku.

## Lịch sử
Shōen xuất hiện vào thế kỷ thứ 6 và biến mất vào thế kỷ 16. Chúng có thể được phân biệt theo thời kỳ lịch sử, và một shōen của từng thời kỳ có những đặc điểm cụ thể trong sự hình thành và mối quan hệ với những người canh tác trên nó. Có hai giai đoạn phát triển shōen chính, mặc dù trên thực tế tồn tại các phân loại nhỏ hơn và chi tiết hơn. Loại thứ nhất; được phát triển vào giữa thời kỳ Nara, mà ngày nay được gọi là shoki-shōen (初期庄園, "sơ kỳ Shōen"). Shōen thuộc loại thứ hai, tiếp tục từ giữa thời kỳ Heian đến thời kỳ Sengoku, được gọi là chūsei-shōen (中世荘園, "trung thế Shōen"). Lưu ý rằng các danh xưng và sự khác biệt giữa chúng là hai khái niệm hiện đại và không được sử dụng trong lịch sử và không thể tìm thấy trong sử liệu.

### Trước hệ thống ritsuryō
Tiền đề sớm nhất của shōen là tatokoro hoặc naritokoro (田庄, điền trang); được cho là một trong những từ nguyên của thuật ngữ shouen. Trước khi có hệ thống ritsuryō và cải cách Taika, đất đai được phân chia giữa các gia tộc quyền lực trong lịch sử gọi là gōzoku (豪族, hào tộc) hoặc các ngôi chùa Phật giáo có ảnh hưởng, và họ đặt các cơ sở gọi là yake (宅, trạch) vào những lãnh địa đó để chủ quản nông nghiệp, vũ khí, giao thông, và giao dịch thương mại. Trong các tài liệu ban đầu, các thuật ngữ yake và tatokoro đã được sử dụng gần như thay thế cho nhau để chỉ các cơ sở hành chính đó, và vì vậy tatokoro được cho là có chức năng tương tự như yake. Tuy nhiên, trước đó, ý nghĩa của tatokoro đã được mở rộng để đại diện cho không chỉ các cơ sở hành chính được chỉ định ban đầu mà còn cả đất canh tác mà họ quản lý.

### Chính sách đất đai thời Nara
Các chính sách mới của chính quyền trung ương trong thời kỳ Nara, ban đầu được thiết kế để khuyến khích khai hoang, đóng một vai trò quan trọng trong sự phát triển của shouen. Chính sách đất đai của ritsuryō được gọi là handen-shūju-sei (班田収受制, Ban điền thâu thụ chế), và tương tự như hệ thống Quân điền chế (均田制) của Trung Quốc, nhưng có sự khác biệt trong cách xử lý các cánh đồng khai hoang. Nếu ai đó khai hoang đất hoang ở Nhật Bản vào thời kỳ bấy giờ, đất đó sẽ bị từ chối công nhận và anh ta không có quyền canh tác trên đó; trong khi nếu ai đó khai hoang ở Trung Quốc, anh ta có thể canh tác đất đó với điều kiện là diện tích đất đó nhỏ hơn diện tích được theo quy định bởi pháp luật. Do đó, không có cơ sở để thu hồi đất và phát triển đất mới, cũng như thu hồi đất canh tác ít mặc dù dân số đang tăng đều đặn. Sự thiếu hụt do đó trở thành một vấn đề xã hội và kinh tế. Để giải quyết điều này, năm 723, chính quyền trung ương đã ban hành luật sanze-isshin-hō (三世一身法, Tam thế nhất thân pháp), trong đó thúc đẩy khai hoang. Luật này cho phép một người canh tác bất kỳ khu đất nào đã được khai hoang, và nếu các khu đất đó do chính cha mẹ hoặc ông bà của người đó khai hoang. Hai mươi năm sau, vào năm 743, chính quyền trung ương ban hành một đạo luật tiếp theo thúc đẩy khai hoang, được gọi là konden-einen-shizai-hō (墾田永年私財法, Khẩn điền vĩnh niên tư tài pháp), quy định về quyền thừa kế vĩnh viễn của các khu đất khai hoang. Luật này đã dẫn đến động lực khai hoang lớn của những người giàu có, và lần này việc khai hoang này đã có tác động đáng kể đến sự phát triển của shouen.

### Shoki-shōen
Một đặc điểm phân biệt sớm hoặc shoki-shōen với chūsei-shōen là cách hình thành của chúng. Hầu hết các shoki-shōen được thành lập bởi một ngôi chùa Phật giáo hoặc một quý tộc trung ương bằng cách có được quyền sở hữu một trong hai loại ruộng: những ruộng đất đã tồn tại trước khi thuộc quyền sở hữu của đền chùa hoặc quý tộc; và chúng được khai hoang theo lệnh của nhà chùa hoặc quý tộc cai trị một shouen. Các shōen bao gồm chủ yếu là vùng đất mới khai hoang là đặc trưng của shoki-shōen, và theo đó shoki-shōen đôi khi được gọi là kondenchi-kei-shōen (墾田地系荘園, "Khẩn điền địa hệ trang viên").
Một tính năng khác của shoki-shōen là hệ thống cho thuê ruộng đất hàng năm. Không có cư dân thường trú của shoki-shōen và các cánh đồng của shoki-shōen không có người trồng trọt thường xuyên, vì vậy, quyền trồng trọt đã được thuê trong một giao kết một năm cho những người nông dân sống xung quanh shōen. Do đó, không thể thiếu việc tuyển dụng nông dân, những người đã làm gần như tất cả các công việc trồng trọt, để đảm bảo lực lượng lao động ổn định cho canh tác và cải tạo các cánh đồng mới. Một chủ sở hữu của một shoki-shōen thường sử dụng hệ thống chính quyền địa phương của Daijō-kan, kuni và kōri để đáp ứng nhu cầu này; một chủ sở hữu của shoki-shōen, người thường được chính quyền trung ương giao làm kokushi (国司, Quốc ty, cai quản một kuni) đã chỉ định một thủ lĩnh địa phương của nông dân làm gunji (郡司, Quận ty, thủ lĩnh của kōri) để tuyển dụng và quản lý lao động cho shōen.

### Sự hình thành của Chūsei-shōen
Chūsei-shōen khác với shoki-shōen chủ yếu là sự tồn tại của shōmin (荘民, Trang dân, nông dân thường trú tại shōen) và quyền lực của chủ shōen đối với shōmin. Trong khi shoki-shōen không có bất kỳ shōmin nào và quyền lực của chủ shōen yếu hơn của chính phủ, chūsei-shōen có shōmin và hầu hết những người canh tác đều là shōmin, và quyền cai trị của chủ shōen cũng mạnh hơn chính phủ. Chủ shōen có thể trục xuất những người nông dân không vâng lời ông ta khỏi shōen, và có thể ra các luật lệ riêng của mình để đảm bảo sự kiểm soát đối với shōmin. Điều đó có nghĩa là các chủ shōen, người ban đầu đã gây ảnh hưởng với triều đình ở kinh đô trong thời kỳ Nara, đã loại bỏ mối liên hệ với chính quyền trung ương và để củng cố quyền lực của họ đối với nông dân địa phương.
Một đặc điểm khác biệt của chūsei-shōen là miễn trừ một số loại thuế do chính quyền trung ương áp đặt. Vào giữa hoặc cuối thời kỳ Heian có hai loại thuế. Một loại thuế là sưu dịch dưới sự giám sát của kuni, và loại kia là thuế đánh vào nông sản (khoảng 3% gạo hoặc các sản phẩm nông nghiệp khác). Để trốn tránh các loại thuế này, nông dân muốn được cai trị và bảo vệ bởi các chủ shōen, thường là các đền thờ Shinto hoặc ngôi chùa Phật giáo có ảnh hưởng chính trị, hoặc lãnh chúa quý tộc. Để đạt được sự bảo vệ này bởi các chủ shōen, nông dân đã trao quyền sở hữu đất mà họ canh tác cho các chủ shōen về mặt danh nghĩa. Những ruộng đất được tặng trên danh nghĩa này được gọi là một kishinchi (寄進地 (Ký tiến địa)). Sau đó, các chủ shōen đã nhận được kishinchi từ những người nông dân, mà nay đã trở thành các shōmin, sẽ báo với kokushi hoặc trực tiếp với chính quyền trung ương, để được miễn thuế. Hầu hết chūsei-shōen đã thu thập số lượng lớn đất canh tác thông qua quá trình nhận đất được hiến từ nông dân như kishinchi. Theo nghĩa này, đôi khi chūsei-shōen được gọi là kishinchi-kei-shōen (寄進地系荘園, "Ký tiến địa hệ trang viên").
Trong khi đó, cũng xuất hiện loại shōen thu tập bằng cách tước quyền sở hữu đất đai của nông dân. Trong một số trường hợp, chủ shōen sẽ yêu cầu cống nạp từ nông dân canh tác trên các cánh đồng lân cận và nếu nông dân không thể trả tiền cống nạp đó, chủ shōen sẽ tịch thu đất của nông dân. Trong các trường hợp khác, một nông dân không thể trả tiền thuê đất canh tác của đất shōen, và chủ shōen là chủ nợ, sẽ tịch thu quyền sử dụng đất của người trồng trọt để trừ nợ, trong trường hợp đó, nông dân bị ràng buộc với shōen như một shōmin, chứ không phải là một người trồng trọt. Loại shōen này đôi khi được gọi là konden-shūseki-shōen (墾田集積荘園, "Khẩn điền tập tích trang viên").
Có một số loại chūsei-shōen, và mỗi loại shōen có quy trình đặc biệt để đạt được miễn thuế:

#### Kanshōfu-shō
Kanshōfu-sho (官省符荘 (Quan tỉnh phù trang)) là dạng shōen được miễn so (租, tô, thuế 3% theo sản lượng lúa) theo quy định chính thức. Trong thể chế ritsuryō, các đền Shinto và chùa Phật giáo có ảnh hưởng lớn được nhận đặc quyền phân bổ từ chính quyền trung ương. Các đền chùa được triều đình cấp những khoản ruộng được phép cho nông dân thuê để canh tác, từ đó thu tô theo khoản lương thực thu hoạch. Vào thế kỷ thứ 8, một số shōen được quyền sở hữu bán vĩnh viễn và được miễn thuế, với sự cho phép của Daijō-kan, nơi quản lý về thuế của triều đình, và của Minbushō (民部省 (Dân bộ tỉnh)), nơi quản lý các giấy chứng nhận quyền sở hữu đất đai, vọi là minbushō-fu (民部省符 (Dân bộ tỉnh phù)). Về sau, những ưu đãi của Daijō-kan không chỉ giới hạn ở các đền chùa, mà còn mở rộng ở các quý tộc.

#### Kokumen-shō
Kokumen-shō (国免荘 (Quốc miễn trang)) là dạng shōen được miễn so hoặc khoản cống nạp theo thể chế bempo hay binho (便補, tiện bổ). Thông thường, các kuni phải chi trả bổng lộc cho các chủ shōen theo đẳng cấp mà họ đã được triều đình ban tặng. Thể chế bempo cho phép các kuni chuyển quyền thu thuế cho các shōen để thu lại hoa lợi tương ứng với mức bổng lộc đáng được cấp. Các khoản đất thu hoa lợi này, thường được chọn theo yêu cầu bởi các shōen, từ các khoản đất kishinchi, do đó, trên thực tế là được miễn thuế. Tuy nhiên, hệ thống này không được chính quyền trung ương thừa nhận và một giao kết bempo trở nên vô hiệu khi mà vị kokushi đứng ra giao kết được đổi đi. Tuy nhiên, trong hầu hết các trường hợp, kokushi mới không thể từ chối yêu cầu tiếp tục giao kết của chủ shōen vì nó sẽ tiện lợi hơn khi họ không phải vừa lo trách nhiệm thu những khoản thuế khó đòi, vừa phải chi trả bổng lộc cho các shōen, khi mà bempo là một biện pháp thay thế đơn giản. Do đó, các khoản đất này trở thành một khu vực được miễn trừ so hoặc các khoản cống nạp khác do chính quyền trung ương áp đặt.
Vào thế kỷ thứ 10 và 11, kokumen-shō đã tăng lên nhanh chóng, và vào năm 1040, chính quyền trung ương đã không thể tiếp tục phớt lờ kokumen-shō và cuối cùng đã cấm hoàn toàn việc miễn thuế của kuni. Sắc chỉ này hiện được gọi là chōkyū-shōen-seiri-rei (長久荘園整理令, Trường Cửu trang viên chỉnh lý lệnh, "lệnh điều chỉnh trang viên thời Chōkyū").

#### Rinjizōyaku-menjo-shōen
Rinjizōyaku (臨時雑役 (Lâm thời tạp dịch)) là một thuật ngữ tổng quát để chỉ dạng lao động thời vụ của các nông dân bị chính phủ trung ương đánh thuế từ giữa đến cuối thời kỳ Heian, và rinjizōyaku-menjo-shōen (臨時雑役免除荘園 (Lâm thời tạp dịch miễn trừ trang viên)) là dạng rinjizōyaku nhưng được miễn thuế của các shōen. Có 2 dạng hình thành nên rinjizōyaku-menjo-shōen. Một là chủ shōen thỏa thuận với kokushi sẽ từ bỏ quyền sử dụng một phần lực lượng lao động của rinjizōyaku và thay vào đó đạt được sự miễn thuế đối với rinjizōyaku sống ở khu vực cụ thể. Dạng còn lại là qua thể chế bempo. Tuy nhiên, việc miễn trừ nhiều lần đối với rinjizōyaku dẫn đến tình trạng thiếu kishinchi của một số chủ shōen mà vẫn không được miễn rinjizōyaku. Trong dạng bempo, nếu tất cả các kishinchi của chủ shōen được miễn rinjizōyaku, chủ shōen được cung cấp quyền sử dụng lực lượng lao động của các lĩnh vực công cộng cụ thể. Điều này dẫn đến việc chuyển các lĩnh vực công cộng vào lãnh thổ của sshōen, và trong thế kỷ thứ 11, việc miễn trừ rinjizōyaku ở các lĩnh vực không được miễn trừ cũng như các khoản triều cống khác đều bị cấm.

### Shōen trong thời Muromachi
Do hậu quả của Chiến tranh Ōnin, quyền lực của các shouen biến mất khi daimyō mới lên kiểm soát chính quyền. Những daimyo này đã giải tán hoặc tiêu diệt shouen, giữ nông dân dưới sự kiểm soát trực tiếp của họ, và biến họ trở thành nông nô để đổi lấy sự bảo vệ của họ.